# Kanton Taulé
Der Kanton Taulé war bis 2015 ein französischer Wahlkreis im Arrondissement Morlaix, im Département Finistère und in der Region Bretagne; sein Hauptort war Taulé.

## Gemeinden
Der Kanton umfasste fünf Gemeinden:
| Gemeinde   | Bretonisch | Einwohner (2022) | Fläche (km²) | Code postal | Code Insee |
| ---------- | ---------- | ---------------- | ------------ | ----------- | ---------- |
| Carantec   | Karanteg   | 3.261            | 9.02         | 29660       | 29023      |
| Guiclan    | Gwiglann   | 2.564            | 42.64        | 29410       | 29068      |
| Henvic     | Henvig     | 1.195            | 9.95         | 29670       | 29079      |
| Locquénolé | Lokenole   | 792              | 0.85         | 29670       | 29132      |
| Taulé      | Taole      | 2.883            | 29.47        | 29670       | 29279      |
| Kanton     | Taole      | 10.609           | 91.93        | -           | 2943       |

## Bevölkerungsentwicklung
| 1962 | 1968 | 1975 | 1982 | 1990 | 1999 | 2006   | 2012   |
| ---- | ---- | ---- | ---- | ---- | ---- | ------ | ------ |
| 9308 | 8827 | 8716 | 9051 | 9441 | 9425 | 10.091 | 10.609 |